# Meridià 142 a l'oest
El meridià 142 a l'oest de Greenwich és una línia de longitud que s'estén des del pol Nord travessant l'oceà Àrtic, Amèrica del Nord, l'oceà Pacífic, l'oceà Antàrtic, i l'Antàrtida fins al pol Sud.
El meridià 142 a l'oest forma un cercle màxim amb el meridià 38 a l'est. Com tots els altres meridians, la seva longitud correspon a una semicircumferència terrestre, uns 20.003,932 km. Al nivell de l'Equador, és a una distància del meridià de Greenwich de 15.807 km.

## De Pol a Pol
Començant en el pol Nord i dirigint-se cap al pol Sud, aquest meridià travessa:
| Coordenades                               | País, territori o mar | Notes |
| ----------------------------------------- | --------------------- | --- |
| 90° 0′ N, 142° 0′ O / 90.000°N,142.000°O  | Oceà Àrtic            | |
| 73° 31′ N, 142° 0′ O / 73.517°N,142.000°O | Mar de Beaufort       | |
| 69° 50′ N, 142° 0′ O / 69.833°N,142.000°O | Estats Units          | Alaska |
| 60° 1′ N, 142° 0′ O / 60.017°N,142.000°O  | Oceà Pacífic          | Passa a l'est de l'atol Takume, Polinèsia Francesa (a 15° 45′ S, 142° 6′ O / 15.750°S,142.100°O) · Passa a l'oest de l'atol Rekareka, Polinèsia Francesa (a 16° 49′ S, 141° 55′ O / 16.817°S,141.917°O) · Passa a l'est de l'atol Marokau, Polinèsia Francesa (a 18° 1′ S, 142° 11′ O / 18.017°S,142.183°O) · Passa a l'est de l'atol Ravahere, Polinèsia Francesa (a 18° 16′ S, 142° 6′ O / 18.267°S,142.100°O) · Passa a l'oest de l'atol Nengonengo, Polinèsia Francesa (a 18° 43′ S, 141° 50′ O / 18.717°S,141.833°O) |
| 60° 0′ S, 142° 0′ O / 60.000°S,142.000°O  | Oceà Antàrtic         | |
| 75° 38′ S, 142° 0′ O / 75.633°S,142.000°O | Antàrtida             | Territori no reclamat |